# Zhayang
Zhayang (kinesiska: 乍洋) är en socken i sydöstra Kina. Den ligger i Zherong härad i staden Ningde i provinsen Fujian, omkring 150 kilometer nordost om provinshuvudstaden Fuzhou. Antalet invånare är 5 498. Befolkningen består av 2 483 kvinnor och 3 015 män. Barn under 15 år utgör 13,0 %, vuxna 15-64 år 74 %, och äldre över 65 år 12,0 %.